# Коннор Свінделлс
Коннор Райан Свінделлс (англ. Connor Ryan Swindells; нар. 19 вересня 1996 року) — англійський актор і модель. Почав кар'єру в середині 2010-х років. Став відомим завдяки ролі Адама Гроффа в комедійно-драмачному серіалі від Netflix «Статеве виховання» (2019 — дотепер).

## Раннє життя
Коннор Свінделлс народився в Льюїсі, Східний Сассекс. Його мати померла від раку кишечника, коли хлопцю було сім років. Після її смерті Коннор і його батько переїхали жити до бабусі й дідуся по батьковій лінії в Західному Чілтінгтоні, потім переїхали в Біллінгсхерст, обидва в окрузі Хоршам Західного Сассекса. Свінделлс відвідував Райдонський громадський коледж і Steyning Grammar School.

## Кар'єра
Коннор почав грати, коли побачив афішу для прослуховування місцевої п'єси, а його друг запропонував його на прослуховування. Він отримав головну роль. Потім Свінделлс зіграв ще у двох місцевих виставах і отримав агента в кінці третьої п'єси.
У 2017 році він знявся в гостях в епізоді «Блудниць». Він також з'явився в епізоді драми Sky One Jamestown, зігравши Флетчера.
У березні 2017 року Свінделлс був обраний замість Джо Елвіна на роль Дональда у шотландському психологічному трилері «Зникнення» режисера Крістоффера Найхольма з Джерардом Батлером та Пітером Мулланом у головних ролях. Основні зйомки почалися в квітні 2017 року, а фільм було випущено 4 січня 2019 року
Коннор знявся в ролі Адама в драмі 2018 року «VS.» режисер Ед Ліллі.
З 2019 року він знявся в комедійно-драматичному серіалі Netflix «Сексуальна освіта» у ролі Адама Гроффа, сина директора, спочатку хулігана, який має напружені стосунки зі своїм батьком. З-поміж акторів були також Ейса Баттерфілд та Джилліан Андерсон.

## Особисте життя
Коннор у відносинах із актрисою Ембер Андерсон, яка також знімалася у фільмі «Емма».

## Фільмографія

### Фільми
| Рік  | Назва     | Роль             |
| ---- | --------- | ---------------- |
| 2018 | VS.       | Адам             |
| 2019 | Зникнення | Дональд Макартур |
| 2020 | Емма      | Роберт Мартін    |
| 2023 | Барбі     | стажер           |

### Телебачення
| Рік         | Назва             | Роль                    | Примітки                 |
| ----------- | ----------------- | ----------------------- | ------------------------ |
| 2017        | Блудниці          | Мостин                  | Епізод № 1.3             |
| 2017        | Джеймстаун        | Флетчер                 | Епізод № 1.5             |
| 2019 — 2023 | Сексуальна освіта | Адам Грофф              | Головна роль; 24 епізоди |
| 2021 рік    | Бдування          | Лейтенант Саймон Хедлоу | міні-серіал              |
| TBA         | SAS: Rogue Heroes | Девід Стірлінг          | Майбутній мінісеріал     |

## Нагороди та номінації
| Рік  | Нагорода                | Категорія                            | Робота | Результат | Ref. |
| ---- | ----------------------- | ------------------------------------ | --- | --------- | ---- |
| 2017 | Міжнародний екран       | Зірки завтрашнього дня               | style="background: #99FF99; color: black; vertical-align: middle; text-align: center; " class="yes table-yes2"\|Перемога | [ 8 ]     |      |
| 2019 | Премія MTV Movie Awards | Найкращий поцілунок (з Нкуті Гатвою) | style="background: #FDD; color: black; vertical-align: middle; text-align: center; " class="no table-no2"\|Номінація     | [ 9 ]     |      |